# Hines Interests Limited Partnership
Hines Interests Limited Partnership es una empresa inmobiliaria privada que realiza inversiones, promociones y gestiona propiedades en todo el mundo. Su cartera de inmuebles en construcción, construidos, comprados o administrados para terceros incluye 1147 propiedades que tienen más de 43 millones de metros cuadrados de espacio de uso residencial, oficinas, industrial, hotelero, médico o deportivo, así como grandes comunidades planeadas y urbanización de terrenos. Con oficinas en 108 ciudades de 18 países, y un valor de activos controlados de aproximadamente $23 400 millones, Hines es una de las mayores empresas inmobiliarias del mundo. 
La sede de Hines está en la  Williams Tower, en Houston, Texas, Estados Unidos.
|                                            |
| Williams Tower, sede de Hines Interests LP |